# Suez Steel
Suez Steel ist ein ägyptisches Stahlunternehmen in Adabia am Suezkanal. Das Unternehmen befand sich bis 2006 zu 78–80 Prozent im Besitz der Banque du Caire, einer Bank aus Kairo im staatlichen Besitz.
2006 bekundete das zuständige ägyptische Ministerium die Absicht die Anteile der Bank am Stahlunternehmen zu privatisieren. Das Unternehmen hatte im Jahr 2005 600.000 Tonnen Stahl produziert. Es gab Pläne Unternehmensanteile von 30 bis 35 Prozent an arabische Investoren zu verkaufen.
Offenbar hält die international tätige libanesische Litat Group seit 2006 Mehrheitsanteile an dem Unternehmen.